# Станислав Танчев
Станислав Танчев e католически свешеник, капуцин.

## Биография
Роден е на 15 февруари 1916 г. в село Хамбарлии (днес село Житница, Пловдивско) в семейството на Иван и Неда Танчеви. Освен него те имат още четирима сина и една дъщеря: Слави, Петър, Йосиф, Кольо и Катерина.
През 1930 г. Франц, както е рожденото му име, заминава да учи в Болцано, в провинция Южен Тирол в Северна Италия. Там постъпва в ордена на капуцините и учи богословие. През 1938 г. се връща в родината си, където отбива военната си повинност, въпреки че като монах не е задължен. След това отново се завръща в Италия, където продължава образованието си. Ръкоположен е за свещеник в Италия. Няма информация за времето, когато е служил в Италия.
През 1948 г. се завръща в България. За неговото посрещане на 10 юли 1948 г. и първата тържествена литургия, отслужена от него в родното му място, е публикувана статия във в-к „Истина“. На литургия е проповядвал и младият свещеник Фортунат Бакалски, а енорийски свещеник по това време е отец Тимотей Зайков. От 1948 до 1949 г. е помощник на отец Рафаил Станев в село Миромир. В началото на 50-те години е свещеник в енорията в село Секирово, след това от 1955 до 1957 г. служи енорията в село Генерал Николаево.  През 1960 година е съден по скалъпен процес за „неморални прояви“ – удряне на плесница на младеж – и е в затвора за 3 месеца. Служи в Белозем. В началото на 70-те е енорист в енорията в село Борец, а през 1975 г. за кратко е енорист в Миромир. 
От 1976 г. до 1984 г. е енорист в родното си село. По време на неговото служене са изографисани полукупол над олтара и стените в презвитериума. В люнетите над прозорците са монтирани картини, посветени на тайните на броеницата. През този период той също е преследван и малтретиран, от което здравето му сериозно се разклаща, заради отказа му да се подчини на някои наложени забрани, например да не бие камбаните, в определени години дори са му забранявали да извършва свещенодействия като кръщения, миропомазания и др. Умира на 23 април 1985 г. и е погребан в родното си село.